# Ole Bendixen
Ole Bendixen (7. prosince 1869, Søften Sogn, Favrskov – 24. června 1958, Ordrup Sogn, Gentofte) byl dánský obchodník, objevitel, spisovatel a inspektor jižního Grónska.

## Životopis
Ole Bendixen byl synem Pedera Olesena a jeho ženy Christiane Christensenové. V roce 1888 složil hlavní zkoušku v Aarhusu. V roce 1890 se stal podporučíkem. Od roku 1893 působil jako dobrovolník v Qeqertarsuaqu pro Královskou grónskou obchodní společnost. Následujícího roku se přestěhoval nejprve do Aasiaatu a poté do Appatu. V roce 1897 se stal administrátorem v Qeqertarsuaqu a v roce 1899 asistentem v Appatu. V roce 1902 se stal předsedou obchodní rady. V roce 1903 byl jmenován inspektorem Jižního Grónska. Po jedenácti letech odešel v roce 1914 do výslužby a v témže roce mu byl udělen řád Vasův. V letech 1916 a 1918 až 1919 podnikl expedice. Ve 20. letech 20. století napsal také několik knih literatury faktu o Grónsku.

## Rodina
Dne 17. října 1914 se v Kodani oženil s učitelkou Emmy Elliotovou. Z manželství se narodila dcera Lisbeth Christiane Bendixenová (1915–2007), která byla provdána za Ebbeho Mortena Edelberga (1909–1977). Jednou z jeho vnuček z tohoto manželství byla antropoložka Ida Nicolaisenová z Edelbergu (*1940), která byla provdána za Abrahama Paise (1918–2000).